# Cseléd

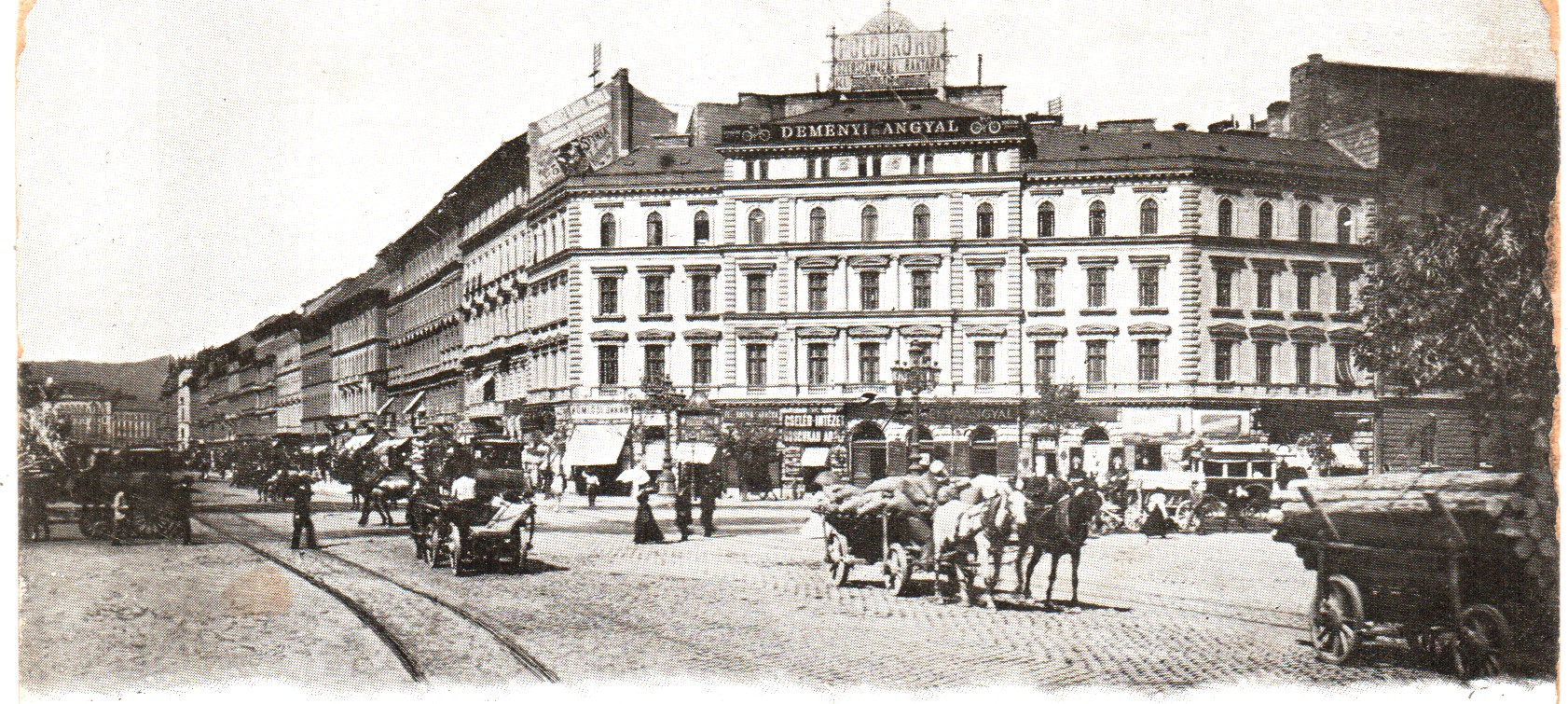
Cseléd-Intézet az Oktogonon - 1890-es évek vége

A paraszti társadalomban a cseléd középparasztnál, nagygazdánál vagy uradalomban dolgozó mezőgazdasági bérmunkás volt, aki munkaadójához legalább egy évre, de sokszor évtizedekre vagy akár egész életére elszegődött. Őket uradalmi cseléd néven is hívják. A szó másik jelentésében a háztartási alkalmazottat jelölte régen (háztartási cseléd).
A cselédek jogi helyzetét az 1876 évi XIII. törvénycikk szabályozta. A cselédség intézménye 1945 után fokozatosan számolódott fel, ám még évekig fennmaradt.

## A cseléd mint mezőgazdasági munkás
A 19. század közepéig a patriarchális paraszti társadalomban a családtagok és a cseléd gyakorlatilag azonos körülmények között éltek. Később, a 19. század második és a 20. század első felében, a differenciálódott társadalomban a cseléd olyan bérmunkás, szolga volt, akinek munkaerejével munkaadója korlátlanul rendelkezett, s akit sok gazda kíméletlenül, magánéletét semmibe véve dolgoztatott.
A cseléd gyűjtőnév, amelybe a libapásztor, a kiskanász, a kanász, a béres, a béresgazda vagy öregbéres, a kocsis, illetve a szobalány, a takarítónő, a mosónő, a szakácsnő, a dajka stb. mind beletartozott. A cselédek többnyire a szegény vagy nincstelen parasztság soraiból kerültek ki. 
A XX. század elején élő cselédség életéről Illyés Gyula A puszták népe című szociográfiája ad pontos leírást.

## A cseléd mint háztartási alkalmazott
A nemesek vagy középosztálybeli polgárok háztartását rendszerint egy cseléd vagy bejárónő vezette, ez még a XX. század közepén is bevett szokás volt. 
A városi házicselédség nagyobb része a mezőgazdasági cselédek és kisparasztok lányaiból kerül ki. Ők, hogy kelengyéjüket összegyűjthessék, pár évig cselédmunkát vállaltak. Ezek után sokan férjhez mentek egy városi altiszthez, alkalmazotthoz. Olyanok is voltak, akik elzüllöttek és prostituálttá lettek, de többségük hazatért falujába, és visszatagozódott a paraszti társadalomba.
1907-től a cselédeknek munkába állás előtt cselédkönyvet kellett kiváltania, amely adatait tartalmazta. A munkaidő végén a munkaadó rosszalló vagy támogató véleményét a cselédkönyvbe írta. A cseléd lakhelye a cselédszoba volt.

Számos cselédet rosszul fizettek, sokakat megaláztak vagy szexuálisan visszaéltek velük a munkaadók.

„Sok polgári családban elvárták a fiatal parasztcselédektől, hogy a ház úrfiait átsegítsék a pubertás nehéz idején, s rendelkezésükre álljanak testük intimebb szolgálataival is. [...] Ha a cseléd teherbe jutott az úrfitól, kitették, s a gavallér polgári nagyapa, a snájdig kölyökapa helyett bizonyos kacér és somolygó büszkeséggel fizetgette a nyolc-tíz forint tartásdíjat.”

– Márai Sándor

A cselédekkel való bánásmódot Szabó István Andor illemkönyve így határozza meg: 

„Cselédeket idegen jelenlétében nem illik korholni; ez sérti, elvadítja őket, az idegennek pedig kellemetlen; a helyesen alkalmazott dicsérettel jobban ösztönözzük őket, mint szidással. Nem szabad megfeletkeznünk jogos kívánságaik teljesítéséről. Alkalmat kell nekik adni a tisztálkodásra (időközönkénti fürdés), ruházatuk rendben tartására, szórakozásra stb.”

– Szabó István Andor: Az uriember. A jó társaság szabályai (1923)

## A cseléd a magyar irodalomban
A régi cselédek emlékét költők, írók művei őrzik:
Toldi nem bocsátván el az ásó nyelét,
A kapát vevé fel a hűséges cseléd:
Csak folyt, csak folydogált szó ne'kűl a munka,
Végre Bence a nagy hallgatást elunta. 
Arany János: Toldi estéje, Első ének
Sodomás bölcs, komisz, vén kasznár,
Pimasz pap, lelketlen cseléd,
Mágnás-úr, zsivány oltja, oltja,
Hogy föl ne csapjon nagy-lobogva,
A régi március hevét.
Ady Endre: Köszvény-ország márciusa
Mint kis cseléd a rikító körúton,
Éhes diák a cifra úri zsúron,
Magam is benned oly kopott vagyok!
Juhász Gyula: Budapest
Hozzák a postát, nem a postás,
mert ide föl se jön a postás,
hanem a kis cseléd, Mariska:
piros szatyrával ő a posta.
Babits Mihály: Verses napló
Ide sorolható Kosztolányi Dezső Édes Anna című műve is, ami egy háztartási cseléd életéről és megviseltetéseiről szól.